# Pristiphora ruficornis
Pristiphora ruficornis är en stekelart som först beskrevs av Olivier 1811.  Pristiphora ruficornis ingår i släktet Pristiphora, och familjen bladsteklar. Det är osäkert om arten förekommer i Sverige.